# Fjord Rafting
Fjord Rafting is een rapid river in het Duitse attractiepark Europa-Park en ligt in het themagebied Scandinavië van het park.

## Rit
Gedurende het 525 meter traject dat men in circa 4:35 minuten aflegt, varen de boten door en langs Scandinavische taferelen. In het traject bevindt zich deels een tunnel. De boten zijn gedecoreerd met bepakte rugzakken en reddingsboeien.
Langs het traject staan een aantal fonteinen opgesteld. Hier kunnen bezoekers die langs het traject staan tegen betaling de fonteinen activeren, zodat inzittenden van de boten nat worden.

## Geschiedenis
De attractie opende in 1991 in het themagebied Scandinavië en is tot op heden de grootste attractie van dit themagebied.

### Brand
Op zaterdag 26 mei 2018 vatte door een defect een technische installatie van de attractie vuur. De vlammen sloegen over op een naastgelegen magazijn met onder andere personeelskledij. Daaropvolgend breidde het vuur uit naar de dark water ride Piraten in Batavia, die volledig afbrandde, een naastgelegen datacenter en een groot deel van het Scandinavische themagebied. De attracties werden tijdig geëvacueerd en niemand raakte gewond. Fjord Rafting bleef twee weken gesloten en heropende op zaterdag 9 juni. In het jaar daarop opende het herbouwde Scandinavische themagebied en werd een nieuwe tunnel toegevoegd aan Fjord Rafting.

## Afbeeldingen

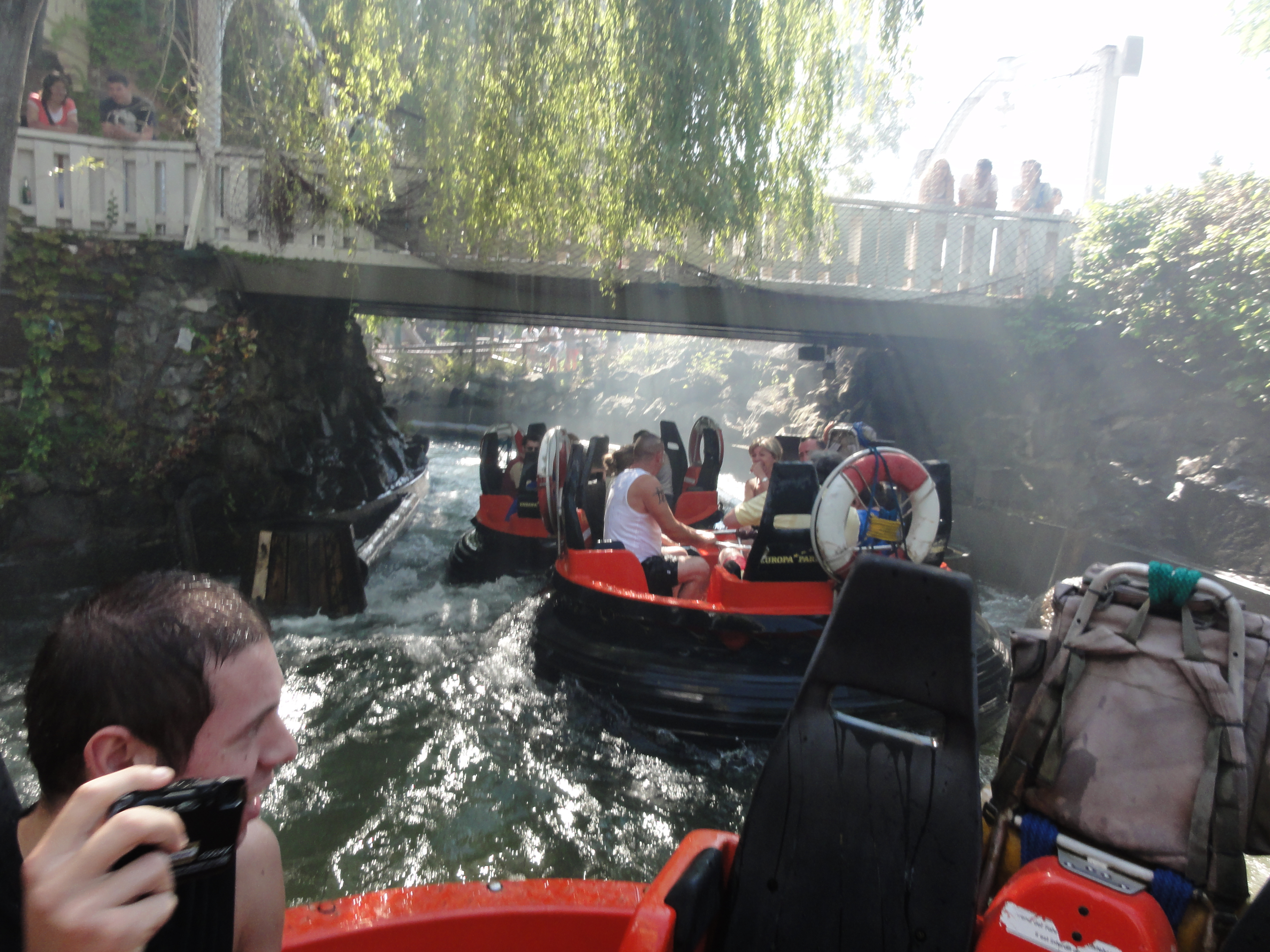
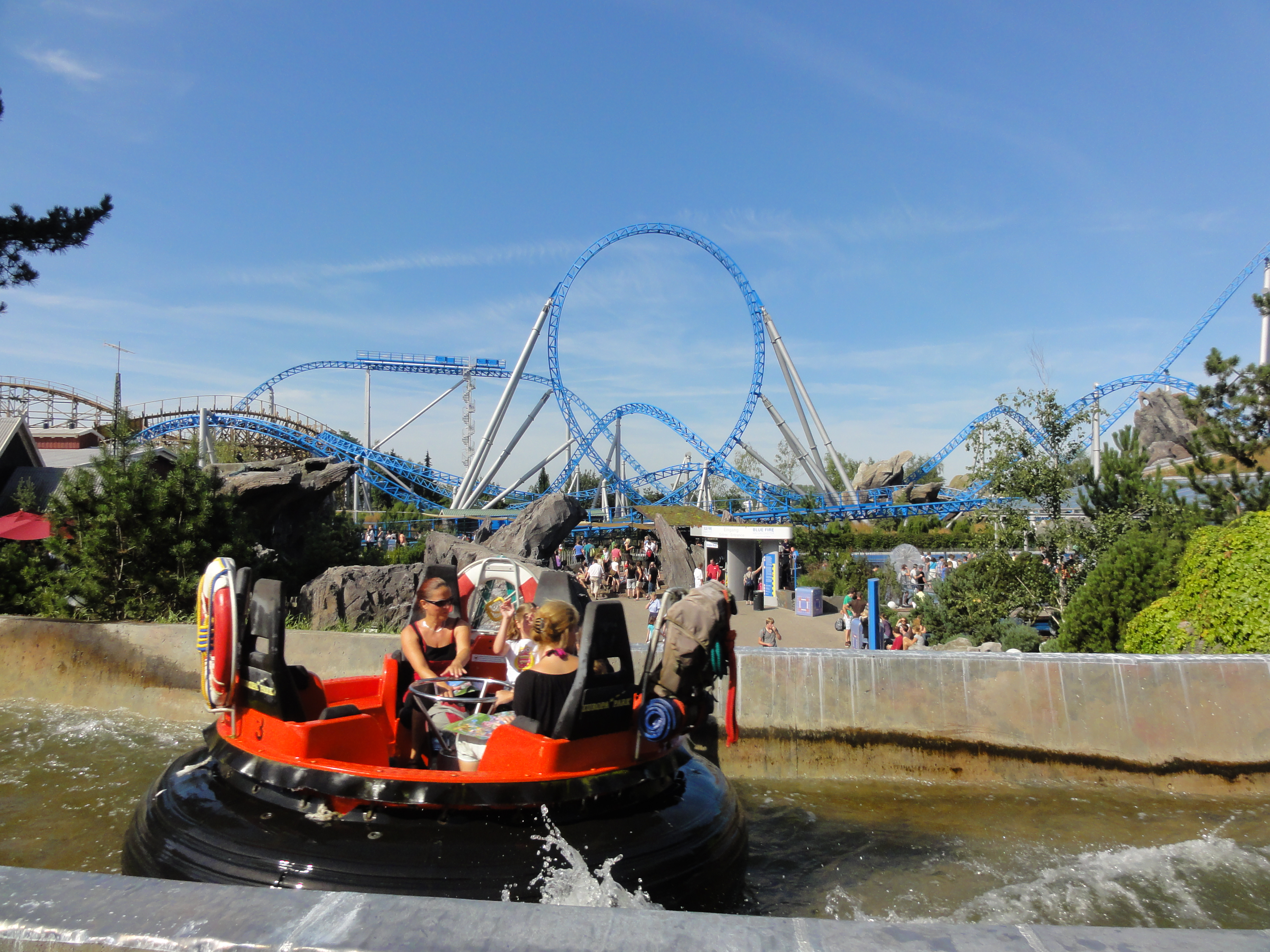
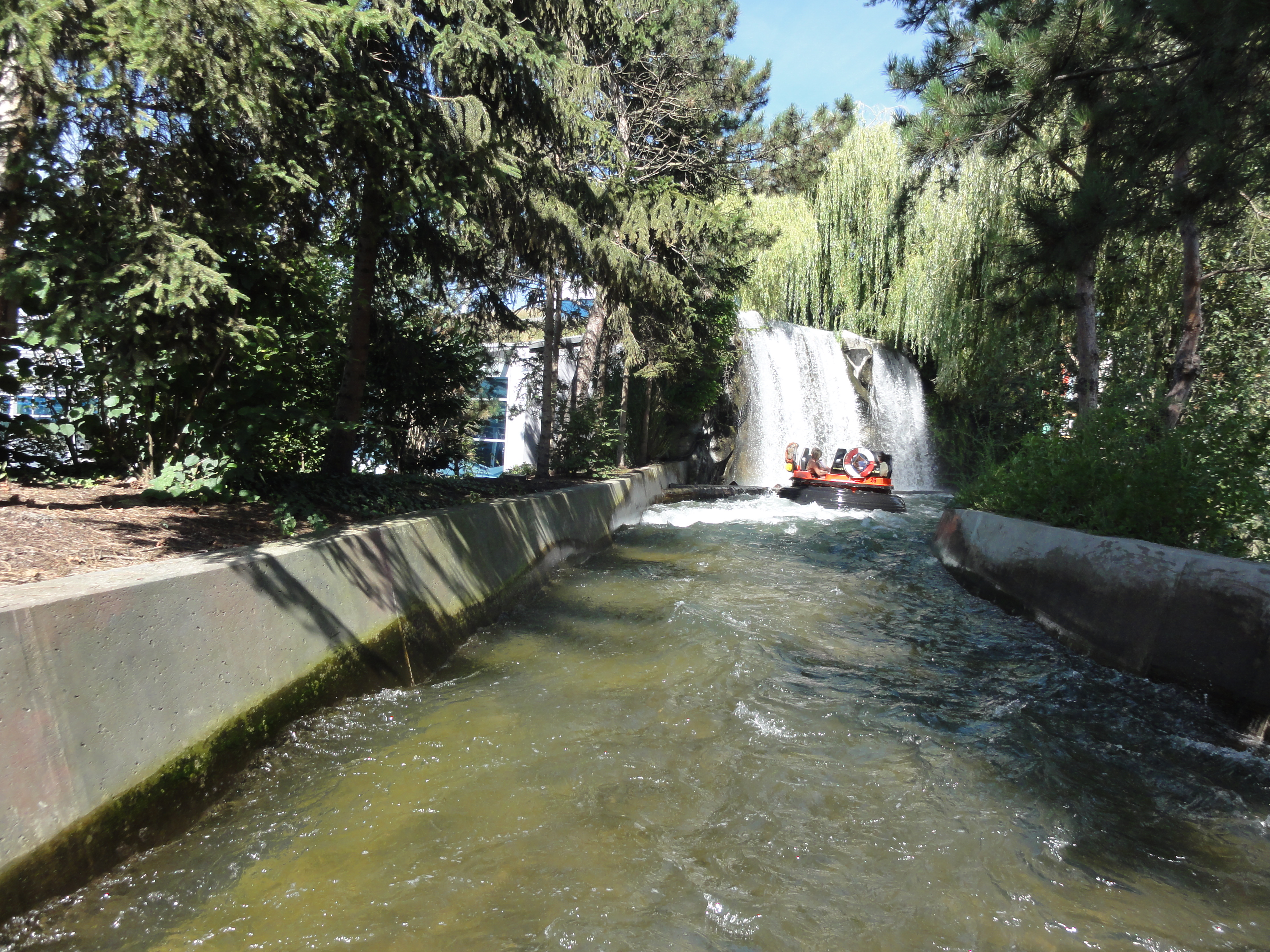
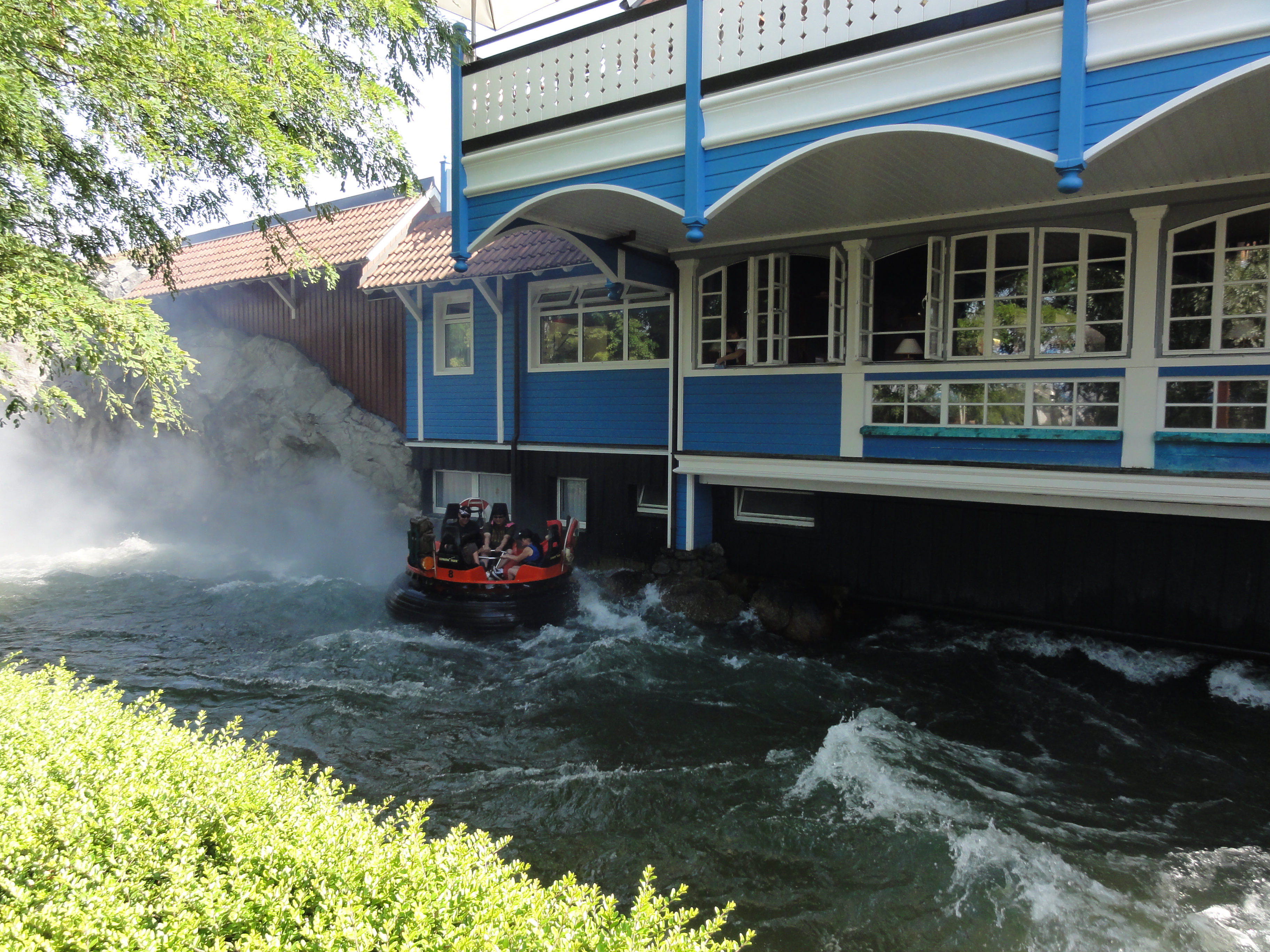
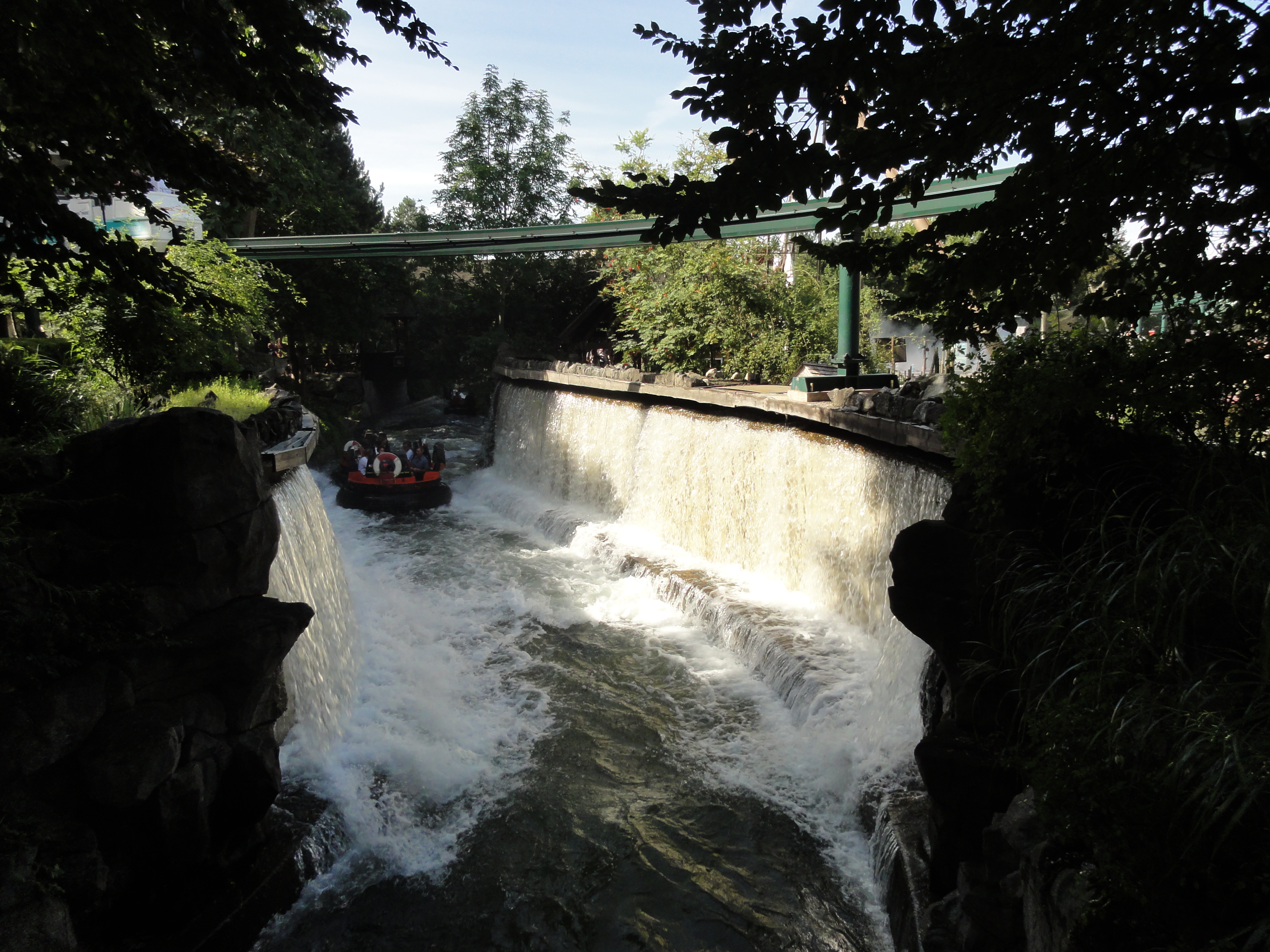
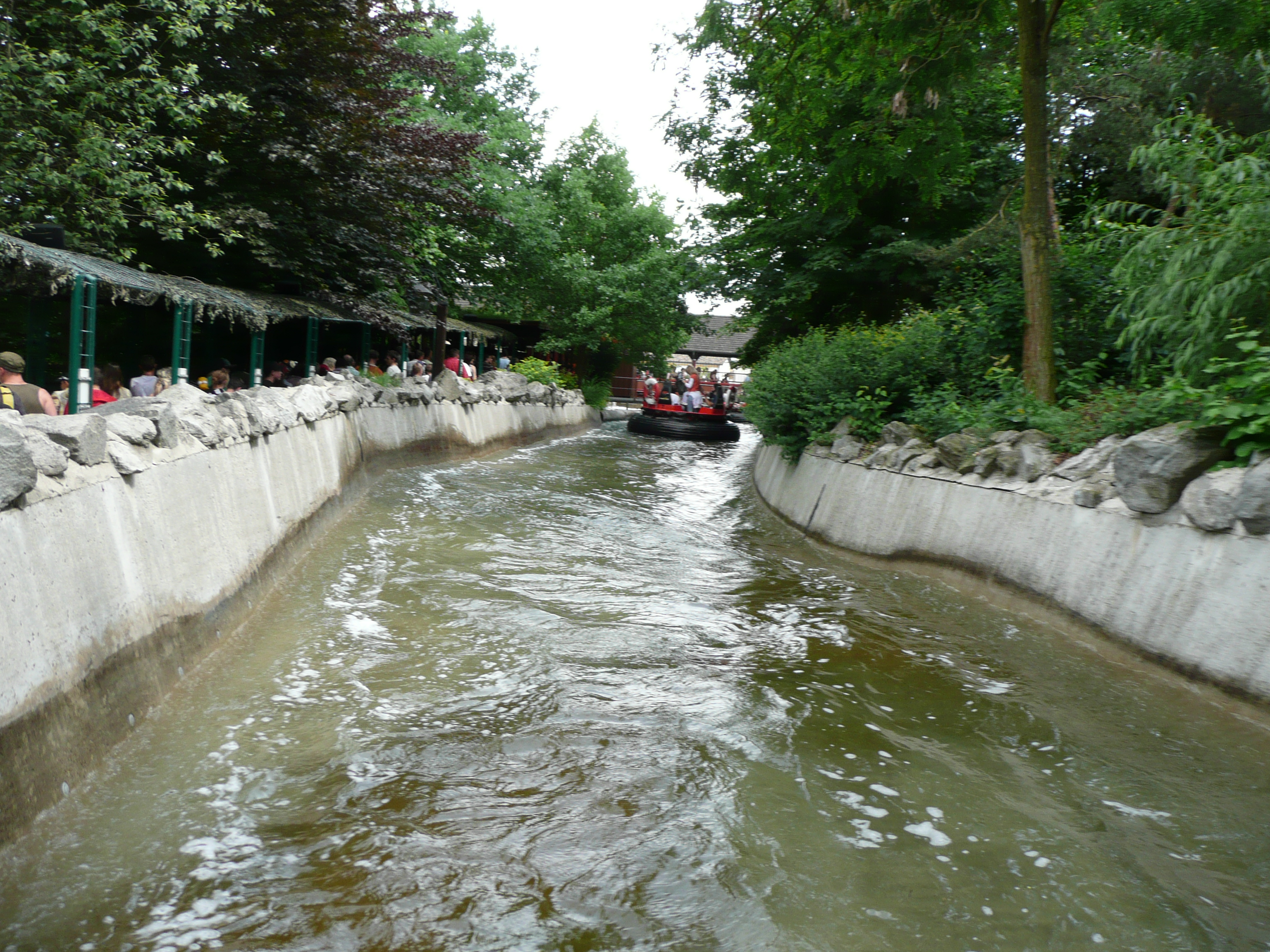
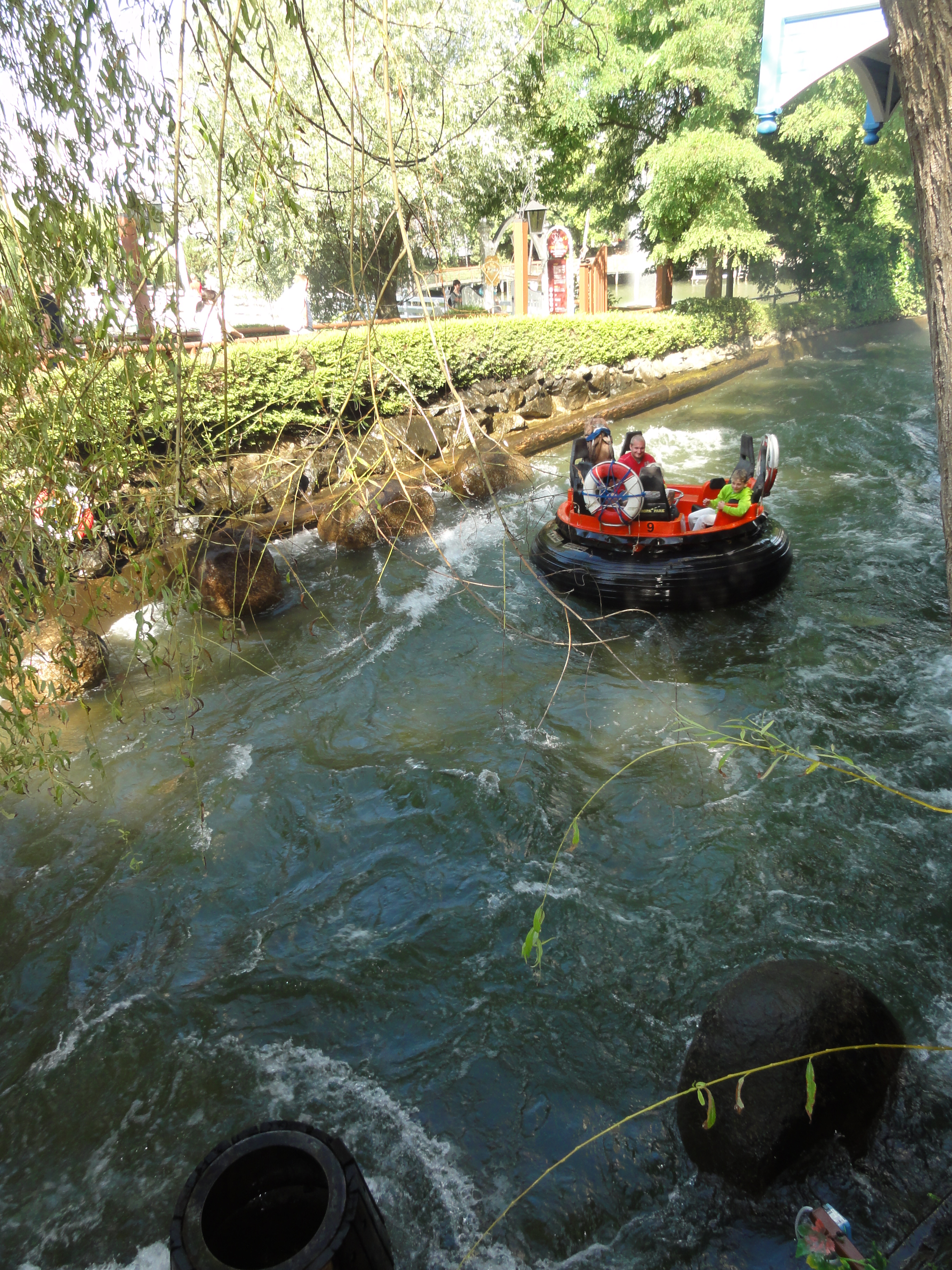
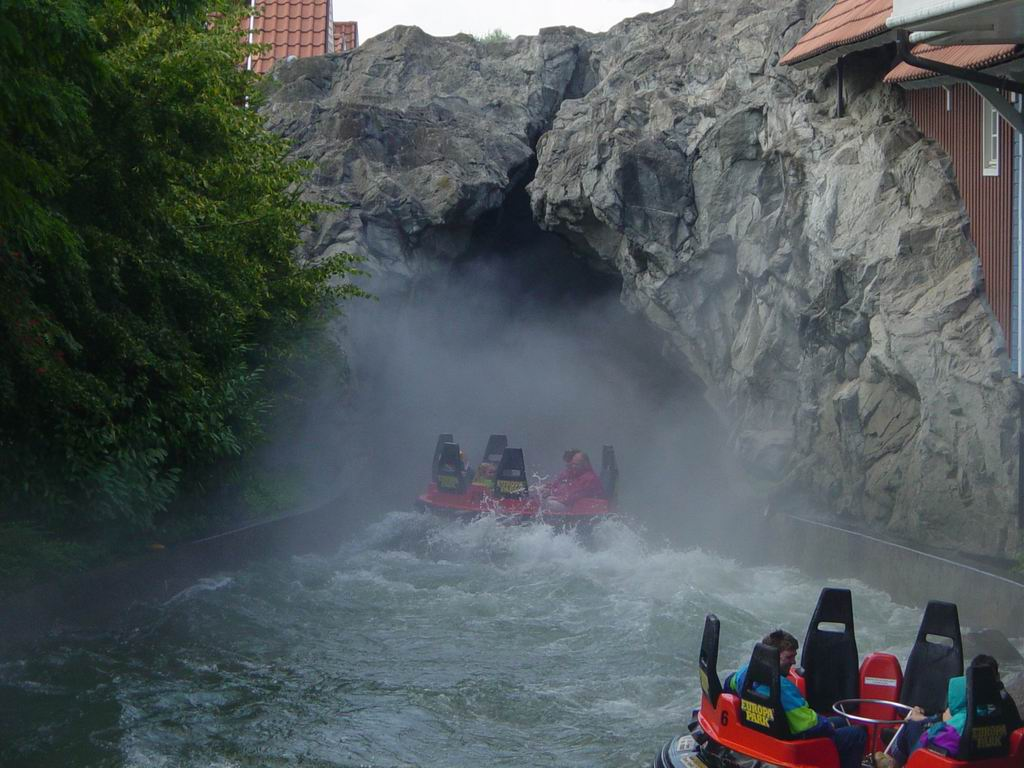

Lijst van attracties in Europa-Park